# André Myhrer
André Myhrer (Bergsjö, 1983. január 11. –) svéd alpesisíző.
A 2010-es olimpián műlesiklásban bronzérmet szerzett. 2006 decemberében világkupa-futamot nyert az amerikai Beaver Creekben, 2011-ben Zágrábban. Valamennyi sikerét műlesiklásban érte el.
2020 márciusában bejelentette a visszavonulását.

## Világkupa-győzelmei
Szakági világkupák (1):
- Műlesiklás (SL): 2012

### Versenygyőzelmek
| Dátum              | Helyszín      | Szakág     |
| ------------------ | ------------- | ---------- |
| 2006. december 3.  | Beaver Creek  | Műlesiklás |
| 2011. január 6.    | Zágráb        | Műlesiklás |
| 2012. március 11.  | Kranjska Gora | Műlesiklás |
| 2012. március 18.  | Schladming    | Műlesiklás |
| 2012. november 11. | Levi          | Műlesiklás |
| 2016. március 20.  | St. Moritz    | Műlesiklás |
| 2017. március 19.  | Aspen         | Műlesiklás |
| 2018. január 1.    | Oslo          | Műlesiklás |